# Chrysometa bolivia
Chrysometa bolivia là một loài nhện trong họ Tetragnathidae.
Loài này thuộc chi Chrysometa. Chrysometa bolivia được Herbert W. Levi miêu tả năm 1986.